# Массовое пермское вымирание
Массовое пермское вымирание (также известное как Позднепермское вымирание, Последнее пермское вымирание, неформально именуемое как англ. The Great Dying — Великое вымирание, или как англ. The Greatest Mass Extinction of All Time — величайшее массовое вымирание всех времён) — одно из пяти массовых вымираний. Массовое пермское вымирание является границей между пермским и триасовым геологическими периодами (как и границей палеозойской и мезозойской эры). По современной геохронологической шкале триасовый период начался 251,902 ± 0,024 млн лет назад.
Является самой крупной катастрофой биосферы в истории Земли, которая привела к вымиранию 57 % биологических семейств, 83 % биологических родов, 81 % морских видов и 70 % видов наземных позвоночных. Согласно некоторым исследованиям, произошло вымирание 96 % всех морских видов. Катастрофа стала единственным известным массовым вымиранием насекомых, в результате которого вымерло около 57 % родов и 83 % видов всего класса. Пермское вымирание стало крупнейшим из «большой пятерки» массовых вымираний фанерозоя. Есть свидетельства существования одного-трёх отдельных импульсов или фаз вымирания.
Ввиду утраты такого количества и разнообразия биологических видов восстановление биосферы заняло гораздо более долгий срок по сравнению с другими катастрофами, приведшими к вымираниям. Модели, по которым протекало вымирание, находятся в процессе обсуждения. Различные научные школы предполагают от одного до трёх толчков вымирания. По данным исследователей из Массачусетского технологического института, 96 % водных видов и 70 % наземных видов вымерли всего за 60 тысяч лет. Изучив отложения в центральных регионах провинции Гуанси, китайские учёные из Института геологии и палеонтологии в Нанкине пришли к выводу, что пермское вымирание длилось несколько тысяч лет или даже меньше, но текущие методики датировок не позволяют снизить оценку длительности пермского вымирания до срока меньше чем в 30 тыс. лет. Исследование разреза Южное Таодунгоу (South Taodonggou) в бассейне Турфан-Хами (Синьцзян-Уйгурский автономный район) показывает наличие ярких региональных голосеменных лесов и полей папоротников, в то время как морские организмы подверглись массовому вымиранию. Эта рефугиальная растительность имела решающее значение для питания выживших животных, тем самым создав разнообразную наземную экосистему примерно через 75 000 лет после массового вымирания. Другие регионы, где были обнаружены свидетельства выживания растений, также располагались в высоких широтах во время пермского периода, что указывает на то, что выживание могло быть возможно в регионах с более умеренным климатом.
Точные причины Великого вымирания остаются неизвестными. Согласно научному консенсусу, основной причиной вымирания стали потопные извержения базальтовых вулканов, образовавших Сибирские траппы, которые в свою очередь могли быть вызваны падением астероида диаметром порядка 100 км в противоположную точку Земли, образовавшего кратер Земли Уилкса. Это вызвало выбросы диоксида серы и диоксида углерода, вызвав эвксинию и закисление Мирового океана, повышение глобальных температур. Уровень содержания углекислого газа в атмосфере вырос с 400 до 2500 ppm, таким образом в ходе этого периода в систему атмосфера-океан добавилось от 3900 до 12000 гигатонн углерода. Предполагается, что вымиранию способствовали и другие важные сопутствующие факторы:
- Выделение дополнительного углекислого газа в результате термического разложения углеводородов, включая нефть и уголь (причиной чему послужили извержения вулканов)[30][31].
- Выбросы метана в результате газификации клатратов метана[32].
- Выбросы метана в качестве продуктов жизнедеятельности новых метаногенных микроорганизмов, которые питались минералами, рассеянными в результате извержений[33][34][35].
- События Эль-Ниньо в океане, более длительные и интенсивные за счёт тотального потепления[36].
- Удар внеземного тела, образовавшего кратер Арагуаинья, и последующий сейсмический выброс метана[37][38][39].
- Разрушение озонового слоя.
- Усиление вредоносной солнечной радиации[40][41][42].

## Датировка (определение сроков)
Сначала предполагалось, что толщи горных пород, охватывающие границу пермского и триасового периодов слишком немногочисленны, было слишком много пробелов для учёных, чтобы достоверно определить детали вымирания. Тем не менее, сейчас можно датировать события вымирания с тысячелетней точностью. С помощью урано-свинцово-циркониевого анализа образцов вулканического пепла из одного из признанных глобальных стратотипов в Чансине (Китай) была определена модель вымирания с высоким разрешением. Это позволило исследовать связи между глобальными экологическими возмущениями, нарушением углеродного цикла, массовым вымиранием и восстановлением в масштабах тысячелетия. Благодаря первой находке конодонта Hindeous parvus была определена граница пермского и триасового периодов.
Массовое пермское вымирание произошло между 251,941 ± 0,037 и 251,880 ± 0,031 миллионами лет назад, и заняло 60 ± 48 тысяч лет. Масштабное и резкое глобальное снижение соотношения стабильного изотопа углерода-13 к изотопу углерода-12 совпадает с этим вымиранием, и иногда используется для определения границы пермского и триасового периодов в породах, непригодных для радиоизотопного датирования. Уменьшение изотопов углерода составило 4—7 % и продолжалась примерно 500 тысяч лет, хотя оценить его точное значение сложно из-за диагенетических изменений многих осадочных фаций, охватывающих границу периодов.
Дополнительные данные об изменении окружающей среды вокруг границы пермского и триасового периодов предполагают повышение температуры на 8 °C и увеличение выбросов углекислого газа (CO2) до 2500 ppm (для сравнения, непосредственно перед началом Промышленной революции концентрация составляла 280 ppm, а в настоящее время — около 415 ppm). Есть также свидетельства увеличения ультрафиолетового излучения, достигающего почвы, вызвавшего мутацию спор растений.
Предполагалось, что на рубеже пермского и триасового периодов произошёл резкий всплеск распространения как морских, так и наземных грибов, поскольку они питались погибшими растениями и животными. Этот «грибной всплеск» использовался некоторыми палеонтологами для идентификации литологической последовательности находящейся на границе перми и триаса или очень близко к ней в породах, непригодных для радиометрического датирования или в которых отсутствуют подходящие окаменелости для проведения биостратиграфии. Однако даже сторонники гипотезы грибных всплесков отмечали, что «грибные всплески», возможно, были повторяющимся явлением, характерным для экосистемы, возникшей после вымирания в начале триаса. Сама гипотеза грибного всплеска подвергалась критике по нескольким причинам: редувиаспорониты — наиболее распространённые предполагаемые грибковые споры, на самом деле могут быть окаменевшей водорослью, грибной всплеск не произошёл в мировом масштабе, и во многих местах не отмечен на границы перми и триаса. Редувиаспорониты, обнаруженные в некоторых наземных ископаемых пластах, могли даже сопровождать наступление триасового мира с преобладанием озёр, а не наступление к ранней триасовой зоне смерти и распада. Однако новые химические данные лучше согласуются с грибковым происхождением редувиаспоронитов, что ослабляет эту критику.
Существует неопределённость относительно продолжительности общего вымирания, а также сроков и продолжительности вымирания различных групп в рамках более широкого процесса. Некоторые данные позволяют полагать о существовании множества импульсов вымирания или что вымирание было длительным и растянулось на несколько миллионов лет, с резким пиком в последний миллион лет пермского периода. Статистический анализ некоторых ископаемых пластов в Мэйшане (провинция Чжэцзян на юго-востоке КНР) позволяет предположить, что произошёл один пик основного вымирания, в то время как исследование разреза Лянфэня обнаружило свидетельства двух волн вымирания, MEH-1 и MEH-2, они различались по причинам. Исследование разреза Шанси также выявило два импульса вымирания, происшедших по различным причинам. Недавние исследования показывали, что разные группы вымерли в разное время; например вымирание ракушковых (остракод) и плеченогих (брахиопод) разделял период от 670 тыс. до 1,17 млн лет, хотя точную дату сложно определить. Палеоэкологический анализ слоёв лопинского отдела (последнего отдела пермского периода и, соответственно, палеозоя) в бассейне Боуэн в австралийском Квинсленде указывает что морская среда периодически испытывала многочисленные периоды стресса, длившиеся от среднего до позднего периода лопинской эпохи. Это привело к собственно событиям вымирания в конце пермского периода, что подтверждает аспекты градуалистической гипотезы. Кроме того, согласно одному исследованию, сокращение богатства морских видов и структурный коллапс морских экосистем также могли быть разделены по времени: первое предшествовало второму примерно на 61 000 лет.
Также нет единства во мнениях, происходили ли вымирания наземных и морских видов одновременно. Данные полученные из хорошо сохранившихся горных пород в восточной части Гренландии позволяют предполагать, что вымирание наземных и морских организмов началось одновременно. Согласно этой гипотезе, вымирание и упадок животных сконцентрирован в период длиной от 10 до 60 тысяч лет а растениям потребовалось еще несколько сотен тысяч лет, чтобы показать все последствия этого события. Многие осадочные толщи пород Южного Китая демонстрируют синхронное вымирание наземных и морских видов. Исследования продолжительности и течения массового пермского вымирания, проведённые  в Сиднейском бассейне, также подтверждают синхронность появления наземных и морских биотических коллапсов. Другие ученые полагают, что массовое вымирание наземных видов началось за 60 000–370 000 лет до начала массового вымирания морских видов. Хемостратиграфический анализ разрезов в норвежских губерниях Финнмарк и Трёнделаг показывает, что круговорот наземной флоры произошел до большого отрицательного сдвига δ13C во время вымирания морских организмов. Датировка границы между зонами скопления дицинодонов и листрозавров в бассейне Кару указывает на то, что вымирание организмов на суше произошло раньше, чем вымирание организмов в море. В формации Суньцзягоу в Южном Китае также зафиксирован упадок наземной экосистемы, предшествовавший кризису морской экосистемы.
Изучение датировки и причин пермско-триасового вымирания осложняется часто упускаемым из виду кептенским вымиранием (также называемым гваделупским вымиранием), одним из предполагаемых двух массовых вымираний в поздней  стадии пермского периода. Кептенское вымирание близко предшествовало пермско-триасовому вымиранию. Начало пермско-триасового вымирания трудно отделить от конца кептенского вымирания, в зависимости от рассматриваемого фактора. Многие из вымираний, когда-то датированные границей пермского и триасового периодов, в последнее время были перенесены в конец кептенской эпохи. Также неясно, достаточно хорошо ли восстановились некоторые виды, пережившие кептенское вымирание, чтобы их окончательную гибель в пермско-триасовом вымирании можно было рассматривать отдельно от кептенского события. Меньшинство учёных считает, что последовательность экологических катастроф фактически составила единое длительное событие вымирания, в зависимости от того, какой вид рассматривается. Эта старая теория до сих пор поддерживается в некоторых недавних работах и предполагает, что было два крупных толчка вымирания с интервалом в 9,4 миллиона лет, разделённых периодом менее масштабных вымираний, но все же значительно превышающих фоновый уровень. Согласно это теории окончательное вымирание уничтожило только около 80% морских видов, живших в то время, тогда как остальные потери произошли во время первого импульса или в промежутке между импульсами. Один из таких импульсов вымирания произошел в конце гваделупской эпохи пермского периода. Например, все роды дейноцефалов вымерли в конце гваделупского периода, как и Verbeekinidae, семейство крупных веретенообразных фораминифер. Вымирание в конце гваделупского периода по-видимому по разному коснулось морских организмов в зависимости от места и таксономических групп: брахиоподы и кораллы понесли серьёзные потери.

## Масштабы вымирания
| Вымирание морских организмов | Вымирание по родам | Примечания                                                                         |
| Членистоногие                |                    |                                                                                    |
| Ракоскорпионы                | 100%               | Возможно, вымерли незадолго до МПВ                                                 |
| Ракушковые                   | 74%                |                                                                                    |
| Трилобиты                    | 100%               | Испытывали упадок с девонского периода, МПВ пережили только пять родов трилобитов. |
| Плеченогие                   |                    |                                                                                    |
| Плеченогие                   | 96%                | Вымерли ортиды, ортотетиды и продуктиды                                            |
| Мшанки                       |                    |                                                                                    |
| Мшанки                       | 79%                | Вымерли фенестраты, трепостомы и криптостомы                                       |
| Хордовые                     |                    |                                                                                    |
| Акантоды                     | 100%               | Испытывали упадок с девонского периода, выжило только одно семейство               |
| Стрекающие                   |                    |                                                                                    |
| Коралловые полипы            | 96%                | Вымерли табулаты и рунозы                                                          |
| Иглокожие                    |                    |                                                                                    |
| Бластоидеи                   | 100%               |                                                                                    |
| Морские лилии                | 98%                | Вымерли инадунаты и камераты                                                       |
| Моллюски                     |                    |                                                                                    |
| Аммониты                     | 97%                | Вымерли гониатиты и пролеканитиды                                                  |
| Двустворчатые                | 59%                |                                                                                    |
| Брюхоногие                   | 98%                |                                                                                    |
| Ретарии                      |                    |                                                                                    |
| Фораминиферы                 | 97%                | Вымерли окончательно фузилиниды, почти вымершие до катастрофы                      |
| Радиолярии                   | 99%                |                                                                                    |

### Морские организмы
В ходе вымирания наиболее сильно пострадали морские беспозвоночные. Доказательства обнаружены в образцах, найденных в разрезах в южном Китае, на границе пермского и триасового периодов. Здесь в пределах двух последних осадочных зон, содержащих организмы класса конодонтов,  исчезают 286 из 329 родов морских беспозвоночных. Уменьшение биологического разнообразия, вероятно, было вызвано резким увеличением вымираний, а не уменьшением видообразования.
Вымирание коснулось главным образом организмов со скелетами из карбоната кальция, особенно организмов, зависящих от стабильного уровня CO2 для формирования скелетов. Такие организмы были чувствительны к последствиям закисления океанов, вызванного повышением уровня CO2 в атмосфере. Организмы, использующие гемоцианин или гемоглобин для доставки к клеткам кислорода, оказались более устойчивыми, чем те, которые использовали гемэритрин или диффузию кислорода. Также есть доказательства что эндемизм организмов был значительным фактором риска, повлиявшим на вероятность вымирания таксона. Таксоны эндемичных  двустворчатых моллюсков, обитавших в определённых регионах, испытывали большую вероятность вымирания, чем распространённые по миру таксоны. Было обнаружено небольшое различие в широте в показателях выживаемости таксонов. Организмы, населявшие убежища, в меньшей степени затронутые глобальным потеплением, подверглись вымиранию в меньших масштабах или вымерли позже.
Среди организмов бентоса (т.е. обитавших на дне водоёмов) события, приведшие к вымиранию, умножило фоновые темпы вымирания и как следствие вызвало высокий фоновый уровень вымирания (таксонов с высокой географической мобильностью это коснулось косвенно). Уровень вымирания морских организмов стал катастрофическим. Особенно сильно пострадали организмы-биотурбаторы, о чём свидетельствует потеря осадочного смешанного слоя во многих морских фациях в ходе массового вымирания в конце пермского периода.
Среди выживших групп морских беспозвоночных оказались членистые плеченогие (с суставом) численность которых медленно снижалась после пермско-триасового вымирания; отряд цератиты подкласса аммонитов и криноидеи («морские лилии»), которые едва не вымерли, но позже стали многочисленными и разнообразными. Для групп с высоким уровнем выживания в основном были характерны активный контроль над циркуляторной системой, сложные механизмы газообмена и лёгкая кальцификация. Более кальцифицированные организмы с простыми дыхательными аппаратами претерпели наибольшую потерю видового разнообразия. У брахиоподов сохранившиеся таксоны в основном представляли собой небольших и редких представителей некогда разнообразного сообщества.
Аммониты медленно вымирали в течение 30 млн лет с роудского яруса (середины пермского периода), а также за 10 млн лет до массового вымирания испытали толчки избирательного вымирания (в конце кептенского яруса), что значительно сократило гильдию видов или даже целый ранг разнообразных экологических гильдий. В ходе массового пермско-триасового вымирания разнообразие видов сократилось ещё больше, это вымирание стало уже неизбирательным, что согласуется с гипотезой катастрофической причины вымирания. В ходе триасового периода разнообразие видов быстро восстанавливалось, но число экологических гильдий оставалось низким. Диапазон морфопространства аммонтов, то есть диапазон их возможных форм, очертаний или структур, становился всё более ограниченным с течением пермского периода. Через несколько миллионов лет с начала триасового периода первоначальный ареал аммоноидных структур вновь был занят, но теперь параметры распределялись между кладами по-разному.
Остракоды в течение чансинского яруса (перед массовым пермским вымиранием) испытывали длительные изменения видового разнообразия. В ходе массового пермского вымирания вымерло по меньшей мере 74% остракодов.
Мшанки в ходе поздней части пермского периода испытывали длительный упадок, в ходе массового пермского вымирания они понесли катастрофические потери; они стали наиболее пострадавшей кладой Lophophorata.
В ходе массового пермского вымирания глубоководные губки потеряли значительную долю видового разнообразия, размеры их спикул уменьшились.  Мелководные губки пострадали гораздо меньше в плане видового разнообразия по сравнению с глубоководными  губками. Их спикулы наоборот увеличились.
Дырочники серьёзно пострадали в плане видового разнообразия, в переносном смысле пройдя через бутылочное горлышко. В южном Китае были обнаружены следы, показывающие два пульса вымирания дырочников. В ходе массового пермского вымирания очаги биоразнообразия дырочников сместились в более глубокие воды. Примерно 93% дырочников позднего пермского периода вымерли. Потери по кладам составили: 50% для Textulariina, 92% для Lagenida, 96% для Fusulinida. Клада Miliolida исчезла полностью. Уровень вымирания известковых дырочников составил 91%. Лагениды в отличие от полностью вымерших фузулиноидных фузулинидов выжили ввиду обширного диапазона толерантности к окружающей среде и широкому географическому распространению по сравнению с фузулинидами.
Кладонтоморфные акулы вероятно пережили массовое вымирание благодаря способности жить в убежищах на глубине океанов. Эта гипотеза основана на обнаружении останков кладодонтоморфов нижнего отдела мелового периода на глубинах внешнего шельфа. Ихтиозавры, которые, как считалось, появились сразу после массового пермского вымирания, на самом деле пережили его.
Эффект лилипута, т.е. резкого уменьшения размеров особей, проявляющийся сразу же после массовых вымираний наблюдался и на границе пермского и триасового периодов, особенно он заметен у дырочников плеченогих, двустворчатых, и ракушковых. Хотя гастроподы, пережившие катаклизм, были меньше по размеру, чем вымершие, эффект лилипута в их отношении продолжает оставаться предметом споров. Некоторые таксоны гастроподов, именуемых «гастроподами-гулливерами», напротив,  увеличились в размерах в ходе массового вымирания  Это является примером эффекта бробдингнега, противоположного эффекту лилипута.

## Причины катастрофы
Общепринятого объяснения причин вымирания пока нет. Рассматривается ряд возможных причин:
- катастрофические события и их последствия:
  - столкновение Земли с астероидом диаметром в несколько десятков километров или с несколькими астероидами (свидетельством в пользу этой гипотезы служит возможное наличие 500-километрового кратера в районе Земли Уилкса[139][140][141]);
  - внезапный выброс метана со дна моря;
  - усиление вулканической активности в Сибири[142][143] (наиболее вероятная причина[144]);
  - резкое повышение средней температуры и сухости климата;
  - изменение океанических течений и/или уровня моря под влиянием возможного смещения полюсов.
- постепенные изменения окружающей среды:
  - приобретение археями (род Methanosarcina) способности перерабатывать органику с выделением больших объёмов метана[145].
  - аноксия — изменения химического состава морской воды и атмосферы, в частности, дефицит кислорода;
  - постепенное повышение средней температуры и сухости климата;
  - изменение океанических течений и/или уровня моря под влиянием изменений климата.

Наиболее распространена гипотеза, согласно которой причиной катастрофы явилось излияние траппов (вначале относительно небольших Эмэйшаньских траппов около 260 млн лет назад, затем колоссальных Сибирских траппов 251 млн лет назад), которое могло повлечь за собой вулканическую зиму, парниковый эффект из-за выброса вулканических газов и другие климатические изменения, повлиявшие на биосферу.
В 2017 году исследование учёных MIT, Сиракузского университета и геологической службы США (опубликовано в Nature Communications) с использованием уран-свинцового метода датировки позволило разделить толщу Сибирских траппов на три стадии формирования. Было оценено время появления и внедрения основных магматических пластов — силлов. Когда вылилось 2/3 магмы, вымирания ещё не происходило, поскольку содержание изотопов углерода не менялось. Однако на следующей стадии, в момент внедрения первого силла (приблизительно 251,907±0,067 млн лет назад), в атмосферу должно было быть выброшено много вулканических газов, которые могли привести к парниковому эффекту и закислению океанической воды (возможно, поэтому морских видов погибло около 95%, тогда как сухопутных — меньше, около 70%). Как предполагают исследователи, этот момент и нужно рассматривать как начало массового вымирания, поскольку именно тогда содержание изотопа углерода 13С резко упало.
| Докембрий | Фанерозой | Фанерозой | Фанерозой | Фанерозой | Фанерозой | Фанерозой | Фанерозой | Фанерозой | Фанерозой | Фанерозой | Фанерозой | Фанерозой | Эон       |
| Докембрий | Палеозой  | Палеозой  | Палеозой  | Палеозой  | Палеозой  | Палеозой  | Мезозой   | Мезозой   | Мезозой   | Кайнозой  | Кайнозой  | Кайнозой  | Эра       |
| --------- | --------- | --------- | --------- | --------- | --------- | --------- | --------- | --------- | --------- | --------- | --------- | --------- | --------- |
| Докембрий | Кембрий   | Ордо вик  | Сил ур    | Девон     | Карбон    | Пермь     | Триас     | Юра       | Мел       | Палео ген | Нео ген   |           | П-д       |
| 4567      | 538,8     | 486,85    | 443,1     | 419,62    | 358,86    | 298,9     | 251,902   | 201,4     | 143,1     | 66,0      | 23,04     |           | млн лет ← |
| 4567      | 538,8     | 486,85    | 443,1     | 419,62    | 358,86    | 298,9     | 251,902   | 201,4     | 143,1     | 66,0      | 23,04     | 2,58      |           |

### Столкновение Земли с астероидами

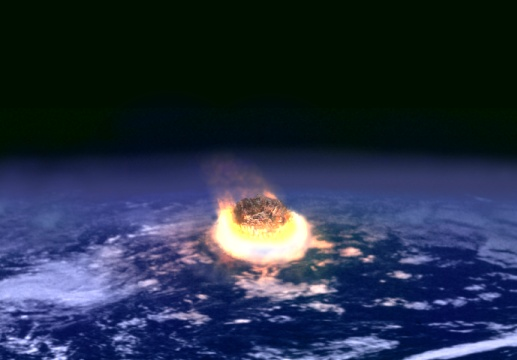
Столкновение с астероидом в представлении художника. При столкновении Земли с астероидом диаметром в несколько километров выделяется энергия, равная взрыву нескольких миллионов ядерных бомб

Свидетельства того, что падения астероидов могли вызвать позднемеловую катастрофу, порождают гипотезы о том, что похожие события также могли бы стать причиной и других событий массового вымирания, включая пермское вымирание, и для проверки этих гипотез ведутся поиски кратеров соответствующих размеров.
В Австралии и Антарктиде найдены доказательства существования ударных событий, соответствующих пермскому периоду: зёрна кварца ударного происхождения, фуллерены с включениями инертных газов внеземного происхождения, фрагменты метеоритов в Антарктике и зёрна, содержащие повышенный уровень железа, никеля и кремния — возможно, ударного происхождения. Однако достоверность большинства из этих исследований весьма сомнительна. Например, кварц из Антарктики, который считался имеющим ударное происхождение, был исследован в середине 2000-х годов при помощи оптического и электронного микроскопов. В результате было выявлено, что найденные образцы образовались, скорее всего, в результате пластических деформаций в твёрдых телах, а не от ударов при тектонических процессах, подобных вулканизму.
Как следы метеоритов, ставших причиной массового пермского вымирания, рассматривают несколько кратеров (возможно, ударного происхождения), в том числе структуру Беду в северо-восточной части Австралии и гипотетический кратер Земли Уилкса в западной Антарктике. В большинстве из этих случаев гипотеза космического удара не получила подтверждения и была подвергнута критике.
Однако, экспериментально подтвердить или опровергнуть импактное происхождение кратера Земли Уилкса и установить его точный возраст в настоящее время технически сложно, поскольку кратер находится под ледником Антарктиды. Датировка этой геологической структуры (по косвенным данным её возраст находится в диапазоне 100 — 500 миллионов лет) не противоречит её связи с пермским вымиранием. Существует гипотеза, согласно которой импакт такой силы мог вызвать резкий рост вулканической активности сибирских траппов, располагавшихся в то время почти с противоположной стороны Земли, что дополнительно способствовало вымиранию.

## Последствия вымирания
В результате массового вымирания с лица Земли исчезло множество видов, ушли в прошлое целые отряды и даже классы; подкласс парарептилий, многие виды рыб и членистоногих (в том числе знаменитые трилобиты). Катаклизм также сильно ударил по миру микроорганизмов. Все экологические связи были разрушены и впоследствии выстраивались заново.
Считается, что на восстановление биосферы после массового вымирания ушло около 30 млн лет, однако некоторые учёные делают выводы, что оно могло произойти и за более короткий промежуток времени, около 5—10 млн лет. Вымирание старых форм открыло дорогу многим животным, долгое время остававшимся в тени: начало и середина следующего за пермью триасового периода ознаменовалось становлением архозавров, от которых произошли динозавры и крокодилы, а впоследствии птицы. Кроме того, именно в триасе появляются первые млекопитающие.